# NARUTO X BORUTO 火影忍者 終極風暴羈絆
《NARUTO X BORUTO 火影忍者 終極風暴羈絆》是CyberConnect2開發、萬代南夢宮遊戲於2023年11月16日在PlayStation 4、PlayStation 5、任天堂Switch、Xbox Series X/S和Xbox One發售的對戰動作遊戲，為《火影忍者 終極風暴》系列作品之一，也是2016年遊戲《火影忍者疾風傳 終極風暴4》的續篇。

## 概要
遊戲為電視動畫《火影忍者》首播20周年紀念的新作遊戲，收錄角色也是《火影忍者 終極風暴》系列歷代最多，超過130位角色登場。

## 登場角色

### 可遊玩角色
- 漩渦鳴人（聲：竹內順子）
  - 漩渦鳴人（少年篇）
  - 漩渦鳴人
  - 漩渦鳴人（仙人模式）
  - 漩渦鳴人（仙法・超大玉螺旋多連丸）
  - 漩渦鳴人（尾獸玉）
  - 漩渦鳴人（九喇嘛連結模式）
  - 漩渦鳴人（六道仙人模式）
  - 漩渦鳴人（THE LAST）
  - 漩渦鳴人（BORUTO）
  - 漩渦鳴人（重粒子模式）
- 宇智波佐助（聲：杉山紀彰）
  - 宇智波佐助（少年篇）
  - 宇智波佐助（少年篇・後期服）
  - 宇智波佐助
  - 宇智波佐助（「鷹」）
  - 宇智波佐助（永恒萬花筒寫輪眼）
  - 宇智波佐助（五影會談）
  - 宇智波佐助（輪迴寫輪眼）
  - 宇智波佐助（THE LAST）
  - 宇智波佐助（BORUTO）
  - 宇智波佐助（支撐之影）
- 春野櫻（聲：中村千繪）
  - 春野櫻（少年篇）
  - 春野櫻
  - 春野櫻（BORUTO）
- 漩渦博人（聲：三瓶由布子）
  - 漩渦博人
  - 漩渦博人（科學忍具）
  - 漩渦博人（中忍考试）
  - 漩渦博人（“楔”）
- 宇智波佐良娜（聲：菊池心）
  - 宇智波佐良娜
  - 宇智波佐良娜（千鳥）
- 巳月（聲：木島隆一）
  - 巳月
- 旗木卡卡西（聲：井上和彥、田村睦心〈少年期〉）
  - 旗木卡卡西（少年期）
  - 旗木卡卡西
  - 旗木卡卡西（忍界大戰）
  - 旗木卡卡西（雙目寫輪眼）
- 李洛克（聲：增川洋一）
  - 李洛克（少年篇）
  - 李洛克
  - 李洛克（BORUTO）
- 日向寧次（聲：遠近孝一）
  - 日向寧次（少年篇）
  - 日向寧次
- 天天（聲：田村由香里）
  - 天天（少年篇）
  - 天天
  - 天天（BORUTO）
- 山中井野（聲：柚木涼香）
  - 山中井野（少年篇）
  - 山中井野
  - 山中井野（BORUTO）
- 奈良鹿丸（聲：森久保祥太郎）
  - 奈良鹿丸（少年篇）
  - 奈良鹿丸
  - 奈良鹿丸（BORUTO）
- 秋道丁次（聲：伊藤健太郎）
  - 秋道丁次（少年篇）
  - 秋道丁次
  - 秋道丁次（BORUTO）
- 日向雛田（聲：水樹奈奈）
  - 日向雛田（少年篇）
  - 日向雛田
  - 日向雛田（BORUTO）
- 日向花火（聲：淺井清己）
  - 日向花火
- 犬塚牙（聲：鳥海浩輔）
  - 犬塚牙（少年篇）
  - 犬塚牙
  - 犬塚牙（BORUTO）
- 油女志乃（聲：川田紳司）
  - 油女志乃（少年篇）
  - 油女志乃
  - 油女志乃（BORUTO）
- 邁特·凱（聲：江原正士）
  - 邁特·凱
  - 邁特·凱（忍界大戰）
- 猿飛阿斯瑪（聲：小杉十郎太）
  - 猿飛阿斯瑪
- 佐井（聲：日野聰）
  - 佐井
  - 山中佐井（BORUTO）
- 大和（聲：小山力也）
  - 大和
- 海野伊魯卡（聲：關俊彥）
  - 海野伊魯卡
- 自來也（聲：大塚芳忠）
  - 自來也
- 綱手（聲：勝生真沙子）
  - 綱手
- 志村段藏（聲：絲博）
  - 志村段藏
- 猿飛木葉丸（聲：大谷育江）
  - 猿飛木葉丸
- 宇智波止水（聲：木內秀信）
  - 宇智波止水
- 第四代火影・波風湊（聲：森川智之）
  - 第四代火影・波風湊
  - 第四代火影・波風湊（穢土轉生）
- 漩渦九品（聲：篠原惠美）
  - 漩渦九品
- 宇智波帶土（聲：高木涉、潘惠美〈少年期〉）
  - 宇智波帶土（少年期）
  - 宇智波帶土（暴走）
  - 面具男
  - 鳶
  - 鳶（忍界大戰）
  - 宇智波帶土
  - 宇智波帶土（十尾祭品之力）
- 野原凜（聲：寺田春日）
  - 野原凜
- 我愛羅（聲：石田彰）
  - 我愛羅（少年篇）
  - 風影・我愛羅
  - 風影・我愛羅（五影會談）
  - 風影・我愛羅（忍界大戰）
  - 風影・我愛羅（BORUTO）
- 勘九郎（聲：加瀨康之）
  - 勘九郎（少年篇）
  - 勘九郎
  - 勘九郎（BORUTO）
- 手鞠（聲：朴璐美）
  - 手鞠（少年篇）
  - 手鞠
  - 奈良手鞠（BORUTO）
- 千代（聲：谷育子）
  - 千代
- 殺人蜂（聲：江川央生）
  - 殺人蜂
  - 殺人蜂（鮫肌）
- 雷影・艾（聲：手塚秀彰）
  - 雷影・艾
- 懶（聲：竹內良太）
  - 懶
- 土影・兩天秤大軒（聲：西村知道）
  - 土影・兩天秤大軒
- 桃地再不斬（聲：石塚運昇）
  - 桃地再不斬
- 白（聲：淺野麻由美）
  - 白
- 水影・照美冥（聲：日野由利加）
  - 水影・照美冥
- 香燐（聲：東條加那子）
  - 香燐
- 鬼燈水月（聲：近藤隆）
  - 鬼燈水月
- 重吾（聲：阪口周平）
  - 重吾
- 宇智波鼬（聲：石川英郎）
  - 宇智波鼬
- 干柿鬼鮫（聲：檀臣幸）
  - 干柿鬼鮫
- 角都（聲：土師孝也）
  - 角都
- 飛段（聲：寺杣昌紀）
  - 飛段
- 地達羅（聲：川本克彥）
  - 地達羅
- 蠍（聲：櫻井孝宏）
  - 蠍
- 培因（聲：堀內賢雄）
  - 培因
- 小南（聲：田中敦子）
  - 小南
- 宇智波斑（聲：內田直哉）
  - 宇智波斑
  - 宇智波斑（穢土轉生・解）
  - 宇智波斑（六道）
- 大筒木輝夜（聲：小山茉美）
  - 大筒木輝夜
- 大筒木桃式（聲：浪川大輔）
  - 大筒木桃式
- 大筒木金式（聲：安元洋貴）
  - 大筒木金式
- 大筒木阿修羅（聲：杉山大）
  - 大筒木阿修羅
- 大筒木因陀羅（聲：近藤隆）
  - 大筒木因陀羅
- 長門（聲：森田順平）
  - 長門
- 二位柚木斗（聲：園崎未惠）
  - 二位柚木斗
- 櫓（聲：入野自由）
  - 櫓
- 老紫（聲：宗矢樹賴）
  - 老紫
- 藩（聲：安元洋貴）
  - 藩
- 泡沫（聲：鈴村健一）
  - 泡沫
- 楓（聲：白石涼子）
  - 楓
- 初代火影・千手柱間（聲：菅生隆之）
  - 初代火影・千手柱間
  - 初代火影・千手柱間（穢土轉生）
- 第二代火影・千手扉間（聲：堀內賢雄）
  - 第二代火影・千手扉間
- 第三代火影・猿飛蒜山（聲：柴田秀勝）
  - 第三代火影・猿飛蒜山
- 第四代風影・羅砂（聲：田中正彥）
  - 第四代風影・羅砂
- 第三代雷影・艾（聲：玉野井直樹）
  - 第三代雷影・艾
- 第二代土影・無（聲：向井修）
  - 第二代土影・無
- 第二代水影・鬼燈幻月（聲：梅津秀行）
  - 第二代水影・鬼燈幻月
- 「山椒魚」半藏（聲：澤木郁也）
  - 「山椒魚」半藏
- 三船（聲：長克巳）
  - 三船
- 大蛇丸（聲：鯨）
  - 大蛇丸
- 藥師兜（聲：神奈延年）
  - 藥師兜
  - 藥師兜（蛇模式）
  - 藥師兜（仙人模式）
- 君麻呂（聲：森川智之）
  - 君麻呂
- 次郎坊（聲：三宅健太）
  - 次郎坊
- 左近／右近（聲：咲野俊介）
  - 左近／右近
- 鬼童丸（聲：千葉進步）
  - 鬼童丸
- 多由也（聲：渡邊明乃）
  - 多由也
- 機甲鳴人（聲：竹內順子）
  - 機甲鳴人
- 川木（聲：內田雄馬）
  - 川木
- 慈弦（聲：津田健次郎）
  - 慈弦
- 果心居士（聲：中村悠一）
  - 果心居士
- 德爾塔（聲：桑島法子）
  - 德爾塔
- 勃羅（聲：三宅健太）
  - 勃羅

### DLC追加可遊玩角色
- 大筒木羽衣（聲：立川三貴）
  - 大筒木羽衣
- 大筒木一式（聲：津田健次郎）
  - 大筒木一式
- 夕日红（聲：落合留美）
  - 夕日红
- 川木（聲：內田雄馬）
  - 川木（“楔”进化）
- 漩渦博人（聲：浪川大辅）
  - 漩渦博人（“楔”进化）

## 評價
遊戲於西方市場獲得了褒貶不一的評價。Metacritic根據32條評論給予68／100分。IGN打出了5分的評分。

## 外部連結
- 官方网站（日語）